# Carolys Pérez
Pour les articles homonymes, voir Perez.
Carolys Pérez est une femme politique vénézuélienne. Elle a été ministre vénézuélienne de la Femme et de l'Égalité de genre entre septembre 2020 et août 2021.

## Carrière politique
En 2015, elle est nommée directrice de la direction du développement humain du Bureau de la présidence de l'Assemblée nationale.
En 2017, elle est sous-secrétaire de l'Assemblée nationale constituante.
Le 27 août 2019, elle est nommée vice-ministre de la Protection sociale et des Droits de la femme.
Le 4 septembre 2020, elle est nommée ministre vénézuélienne de la Femme et de l'Égalité de genre jusqu'au 19 août 2021, poste auquel elle est remplacée par Margaud Godoy ce même jour.

## Prises de position
Sur la messagerie Twitter, information reprise par l'encyclopédie hispanophone en ligne Poderopedia, elle se décrit elle-même comme une « femme, mère, noire et chaviste, en lutte pour construire la société socialiste au Venezuela ». En avril 2021, elle exprime son inquiétude sur le « bien être des femmes et des filles » en raison de la crise mondiale générée par la pandémie de Covid-19, dénonçant des « décisions politiques prises dans une optique capitaliste et néolibérale » et les « actes d'asphyxie économique » que constituent les sanctions américaines contre plusieurs pays, dont le Venezuela, le Nicaragua et Cuba, sanctions synonymes, selon elle, de « violence contre les femmes et une violation flagrante des droits de l’homme ».

## Vie privée
En juillet 2020, elle déclare sur son compte Twitter avec contracté le Covid-19.